# Ringelbachgambiet
Het Ringelbachgambiet is in de opening van een schaakpartij een subvariant van de Nimzowitsch-Larsenaanval, die valt onder ECO-code A01. Het gambiet heeft als beginzetten
1. b3 (de Nimzo-Larsenaanval) e6
2. Lb2 f5
3. e4
Hierdoor maakt de witspeler de weg vrij voor de dame. Als zwart het gambiet aanneemt, 3. ...fxe4 volgt
4 Dh5† Ke7, en de zwarte koning staat ongunstig.
Zwart kan de dame niet verjagen met het natuurlijk ogende 4. ...g6 omdat hij dan een stuk verliest na 5. De5. Zwart hoeft het gambiet echter niet aan te nemen en kan ook 3. ...Pf6 of 3. ...d5 spelen.